# Списък на космонавтки
Азбучен списък на жени космонавти и астронавти, участници в космически полети.
| Съдържание A Б В Г Д Е Ж З И Й К Л М Н О П Р С Т У Ф Х Ц Ч Ш Ъ Ю Я |

## А
- ( САЩ) Марша Айвънс (Marsha Ivins)
- ( САЩ) Ануше Ансари (Anousheh Ansari)

## Б
- ( САЩ) Елен Бейкър (Ellen Baker)
- ( Канада) Роберта Бондар (Roberta Bondar)

## В
- ( САЩ) Джанис Вос (Janice Voss)

## Г
- ( САЩ) Линда Годуин (Linda Godwin)

## Д
- ( САЩ) Бони Дънбар (Bonnie Dunbar)
- ( САЩ) Нанси Дейвис (Nancy Davis)
- ( САЩ) Мей Джемисън (Mae Jemison)
- ( САЩ) Тамара Джерниган (Tamara Jernigan)

## Е
- ( Франция) Клоди Еньоре (Андре-Деше) (Claudie Haignere (Andre-Deshays))

## К
- ( САЩ) Джанет Каванди (Janet Kavandi)
- ( САЩ) Нанси Кюри (Nancy Currie)
- ( САЩ) Лоръл Кларк (Laurel Clark)
- ( САЩ) Мери Клийв (Mary Cleave)
- ( САЩ) Трейси Колдуел (Tracy Caldwell)
- ( САЩ) Айлин Колинс (Eileen Collins)
- ( Русия) Елена Кондакова
- ( САЩ) Катрин Кулмън (Catherine Coleman)
- ( Италия) Саманта Кристофорети (Samantha Cristoforetti)

## Л
- ( Южна Корея) Ли Со Ен (이소연)
- ( САЩ) Уенди Лоурънс (Wendy Lawrence)
- ( САЩ) Шанън Лусид (Shannon Lucid)

## М
- ( САЩ) Сандра Магнус (Sandra Magnus)
- ( САЩ) Катрин Макартър (Katherine McArthur)
- ( САЩ) Криста Маколиф (Sharon Christa McAuliffe)
- ( САЩ) Памела Мелрой (Pamela Melroy)
- ( САЩ) Дороти Меткалф-Линденбургер (Dorothy Metcalf-Lindenburger)
- ( САЩ) Барбара Морган (Barbara Morgan)
- ( Япония) Чиаки Мукаи (Chiaki Mukai)

## Н
- ( САЩ) Карън Найберг (Karen Nyberg)
- ( САЩ) Лайза Новак (Lisa Nowak)

## О
- ( САЩ) Елен Очоа (Ellen Ochoa)

## П
- ( Канада) Жули Пайет (Julie Payette)

## Р
- ( САЩ) Сали Райд (Sally Ride)
- ( САЩ) Джудит Резник (Judith Resnik)

## С
- ( СССР) Светлана Савицка
- ( Русия) Елена Серова
- ( САЩ) Кетрин Съливан (Kathryn Sullivan)
- ( САЩ) Маргарет Седън (Margaret Seddon)
- ( САЩ) Хайдемари Стефанишин-Пайпър (Heidemarie Stefanyshyn-Piper)
- ( САЩ) Сюзан Стил-Килрейн (Susan Still-Kilrain)
- ( САЩ) Никол Стот (Nicole Stott)

## Т
- ( СССР) Валентина Терешкова
- ( САЩ) Кетрин Торнтън (Kathryn Thornton)

## У
- ( САЩ) Стефани Уилсън (Stephanie Wilson)
- ( САЩ) Сунита Уилиамс (Sunita Williams)
- ( САЩ) Пеги Уитсън (Peggy Whitson)
- ( САЩ) Шанън Уокър (Shannon Walker)
- ( САЩ) Мери Уебър (Mary Weber)

## Ф
- ( САЩ) Ана Фишър (Anna Fisher)

## Х
- ( САЩ) Катрин Хайр (Kathryn Hire)
- ( САЩ) Сюзан Хелмс (Susan Helms)
- ( САЩ) Джоан Хигинботъм (Joan Higginbotham)
- ( САЩ) Мили Хюз-Фулфорд (Millie Hughes-Fulford)

## Ч
- ( САЩ) Калпана Чаула (Kalpana Chawla)

## Ш
- ( Великобритания) Хелън Шърман (Helen Sharman)

## Я
- ( Япония) Наоко Ямазаки (Naoko Yamazaki)
- ( Китай) Лиу Ян (Liú Yáng)
- ( Китай) Ван Япин (Wang Yaping)

## Статистика
Към 1 януари 2015 г. 60 жени-космонавти и астронавти са участвали в космически полети. Към същата дата са загинали четири от тях.

## Разпределение на жените-космонавти по страни
- ( САЩ) – 46 жени-космонавти,
- ( СССР) и ( Русия) – 4 жени-космонавти,
- ( Канада) – 2 жени-космонавти,
- ( Япония) – 2 жени-космонавти,
- ( Китай) – 2 жени-космонавти,
- ( Великобритания) – 1 жена-космонавт,
- ( Франция) – 1 жена-космонавт,
- ( Южна Корея) – 1 жена-космонавт,
- ( Италия) – 1 жена-космонавт.